# آگوست کوپولا
آگوست کوپولا (به انگلیسی: August Coppola) (زاده ۱۶ فوریهٔ ۱۹۳۴ - درگذشته ۲۷ اکتبر ۲۰۰۹) نویسنده و تهیه‌کننده آمریکایی بود.
او پدر نیکلاس کیج و برادر فرانسیس فورد کاپولا بود.